# Squalius aradensis
Squalius aradensis är en fiskart som först beskrevs av Coelho, Bogutskaya, Rodrigues och Collares-pereira, 1998.  Squalius aradensis ingår i släktet Squalius och familjen karpfiskar. IUCN kategoriserar arten globalt som sårbar. Inga underarter finns listade i Catalogue of Life.